# 亞瓜爾科查湖 (西塔科查區)
7°34′45″S 77°58′29″W / 7.57917°S 77.97472°W
亞瓜爾科查湖（Lake Yaguarcocha），是秘魯的湖泊，位於該國北部卡哈馬卡大區，由卡哈班巴省的西塔科查區負責管轄，處於肯戈科查湖西北面，海拔高度約3,600米。